# Lipaugus
Lipaugus – rodzaj ptaków z podrodziny bławatników (Cotinginae) w rodzinie bławatnikowatych (Cotingidae).

## Zasięg występowania
Rodzaj obejmuje gatunki występujące w Ameryce (Meksyk, Belize, Gwatemala, Honduras, Nikaragua, Kostaryka, Panama, Kolumbia, Wenezuela, Gujana, Surinam, Gujana Francuska, Brazylia, Ekwador, Peru i Boliwia).

## Morfologia
Długość ciała 22,5–33 cm; masa ciała 67,2–138 g.

## Systematyka

### Etymologia
- Lipaugus: gr. λιπαυγης lipaugēs „ciemny”, od λειπω leipō „pozostawić, opuścić”; αυγη augē, αυγης augēs „blask”[10].
- Tijuca: Marggraf w 1648 roku podał nazwę Tijeguacú która w języku tupi oznacza jakiegoś rodzaju manakina lub bławatnika, natomiast Buffon w latach 1770–1783 napisał, że nazwa Tijé to ogólny termin w języku tupi (nazwa tupi Tié „zięba”, używana w połączeniu z różnymi tanagrami) i użył nazwy „Tijé” dla manakina trójbarwnego[10]. Gatunek typowy: Tijuca atra Férussac, 1829.
- Chrysopteryx: gr. χρυσοπτερυξ khrusopterux, χρυσοπτερυγος khrusopterugos „ze skrzydłami ze złota”, od χρυσος khrusos „złoto”; πτερυξ pterux, πτερυγος pterugos „skrzydło”[10]. Gatunek typowy: Chrysopteryx erythrorhynchus Swainson, 1832 (= Tijuca atra Férussac, 1829).
- Coraphos: gr. κοραφος koraphos lub κορυφος koruphos „nieznany ptak” wspomniany przez Hezychiusza, być może sikora, świstunka lub skowronek[10]. Gatunek typowy: Coraphos chrysopterus Wagler, 1831 (= Tijuca atra Férussac, 1829).
- Lathria: gt. λαθριος lathrios „sekret” (tj. niepozorny)[10]. Gatunek typowy: Ampelis cinerea Vieillot, 1817 (= Muscicapa vociferans zu Wied-Neuwied, 1820).
- Turdampelis: zbitka wyrazowa nazw rodzajów: Turdus Linnaeus, 1758 (drozd) i Ampelis Linnaeus, 1766 (palmożer)[10]. Gatunek typowy: Turdampelis lanioides Lesson, 1844.
- Chirocylla: gr. χειρ kheir, χειρος kheiros „ręka”; κυλλος kullos „krzywy, zdeformowany”[10]. Gatunek typowy: Lathria uropygialis P.L. Sclater & Salvin, 1876.

### Podział systematyczny
Do rodzaju należą następujące gatunki:
- Lipaugus unirufus P.L. Sclater, 1860 – bławatowiec rdzawy
- Lipaugus streptophorus (Salvin & Godman, 1884) – bławatowiec obrożny
- Lipaugus vociferans (zu Wied-Neuwied, 1820) – bławatowiec krzykliwy
- Lipaugus lanioides (Lesson, 1844) – bławatowiec brazylijski
- Lipaugus ater (Férussac, 1829) – bławatowiec złotoskrzydły
- Lipaugus conditus (Snow, 1980) – bławatowiec szaroskrzydły
- Lipaugus weberi Cuervo, Salaman, Donegan & Ochoa, 2001 – bławatowiec rudogłowy
- Lipaugus fuscocinereus (Lafresnaye, 1843) – bławatowiec duży
- Lipaugus uropygialis (P.L. Sclater & Salvin, 1876) – bławatowiec boliwijski